# Sin Hua Bank
 (juillet 2022).
Si vous disposez d'ouvrages ou d'articles de référence ou si vous connaissez des sites web de qualité traitant du thème abordé ici, merci de compléter l'article en donnant les références utiles à sa vérifiabilité et en les liant à la section « Notes et références ».
La Sin Hua Bank (chinois traditionnel : 新華銀行) était une banque hongkongaise. Elle a été fondée à Pékin en 1914 et a ensuite déplacé son Siège à Shanghai. Sa branche Hongkongaise a été créée en 1947, et en 1980 elle est revenue à Pékin. Elle a fusionné, comme neuf autres banques, avec la Po Sang Bank en 2001 pour former la Bank of China (Hong Kong).
Entre 1989 (après que la branche Hongkongaise de Bank of China s'est installée dans la Bank of China Tower) et 2001, son siège était situé au Bank of China Building dans le quartier Central.